# バーンズ・コテージ
バーンズ・コテージ(Burns Cottage)は、スコットランドのサウス・エアシャイアのアロウェイにあるロバート・バーンズの最初の邸宅である。このコテージは、彼の父であるウィリアム・バーンズによって1757年に建てられた。スコットランドの国民的詩人であるバーンズは、1759年1月25日にここで生まれた。コテージは、土と茅葺きの４部屋の小屋で、 ロバート・バーンズ生家博物館の一部として完全に修復された。1971 年、この建物はスコットランドの記念碑リストの最高位の記念碑カテゴリー Aに追加された。 ロバート・バーンズ生家博物館は、スコットランドのナショナル・トラストによって引き継がれ、管理されている。

## 歴史
ロバート バーンズの父親であるウィリアム・バーンズが、1737年に自分の結婚式前に家の南側部分を建設した。しかし、厩舎と納屋は結婚式の後に建てられたものである。ロバート・バーンズは1759年にバーンズ・コテージで生まれた。 19 世紀にバーンズの生家への訪問者の関心が高まり始め、構造上の変更が必要となり、旅館に改装された。世紀末にバーンズ記念碑トラストによる博物館の設立に伴い、建物は私たちが知る限り元の状態に復元された。
2019 年、バーンズ コテージには約 261,000 人が訪れた。 2022 年の来場者数は約 182,000 人である。

1796年にバーンズが亡くなってから数年後、1818年にイギリスの詩人ジョン・キーツは家を訪ねるためにスコットランドへ旅行した。キーツは到着する前に友人にこう書いていた、
しかし、コテージのアルコール依存症の管理人に遭遇したことで、キーツは再び悲惨な思いに浸った。

## 建物
バーンズ・コテージは、アロウェイの幹線道路のすぐそばに位置している。茅葺き屋根の伝統的な平屋建てのコテージである。南東に露出した正面は 7 軸の幅があり、平面図はほぼ長方形になっている。北端のみ、建物が通りのカーブに沿っている。石積みは粘土で密閉され、漆喰の粗塗で塗りつぶされている。シンプルな木製の入り口ドアが 3 つあり、その間には木製の雨戸が付いた格子窓がある。背面の幅はわずか 5 軸で、ドアがつけられている。屋根からは2本の尾根状の煙突が立ち上がっている。

## 画像

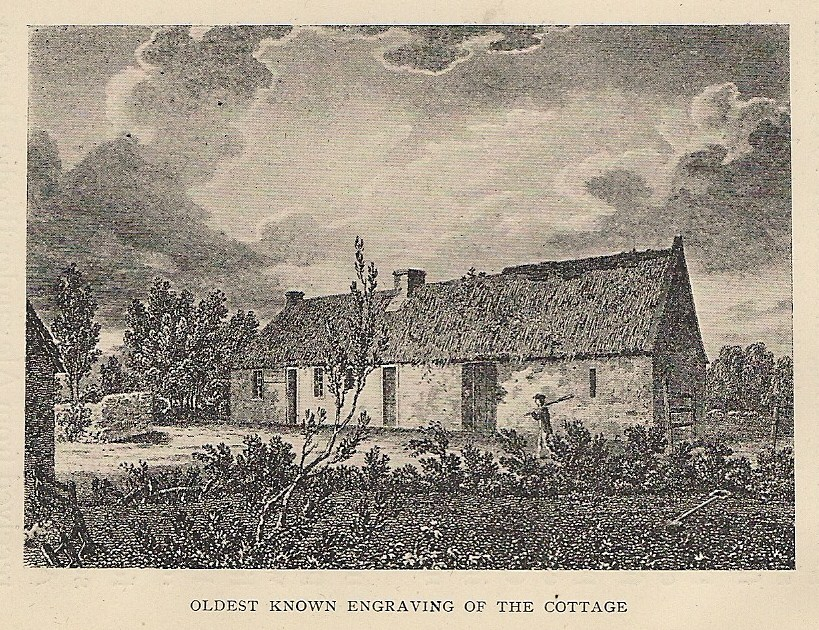
知られている最古の銅版画、1805 年
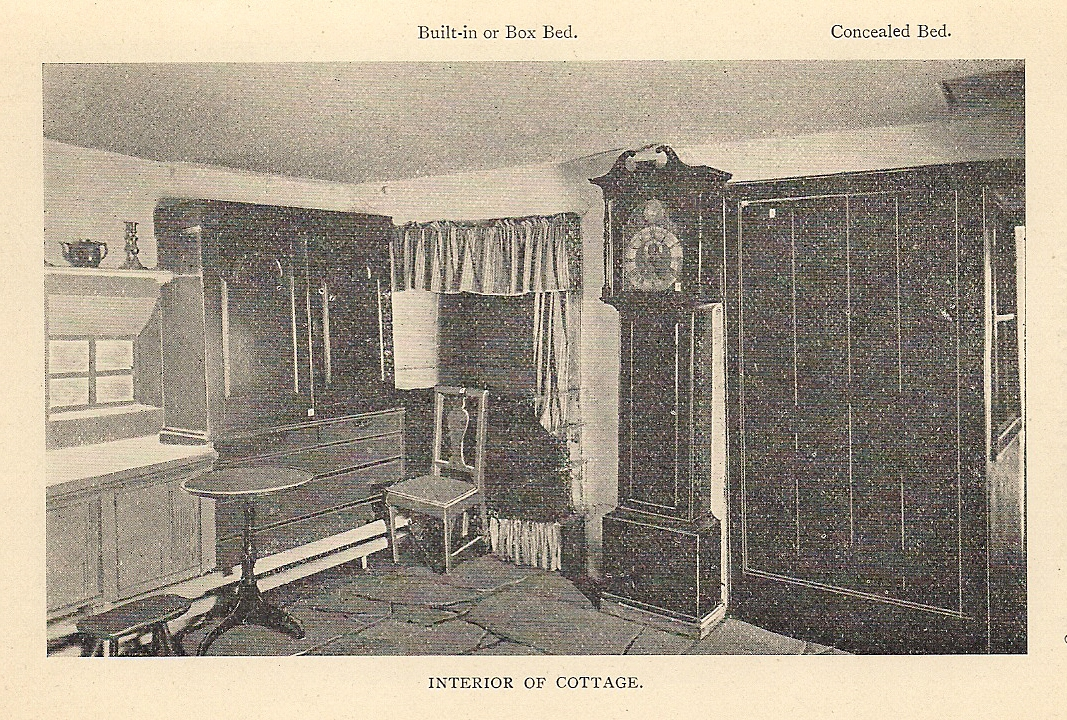
寝室
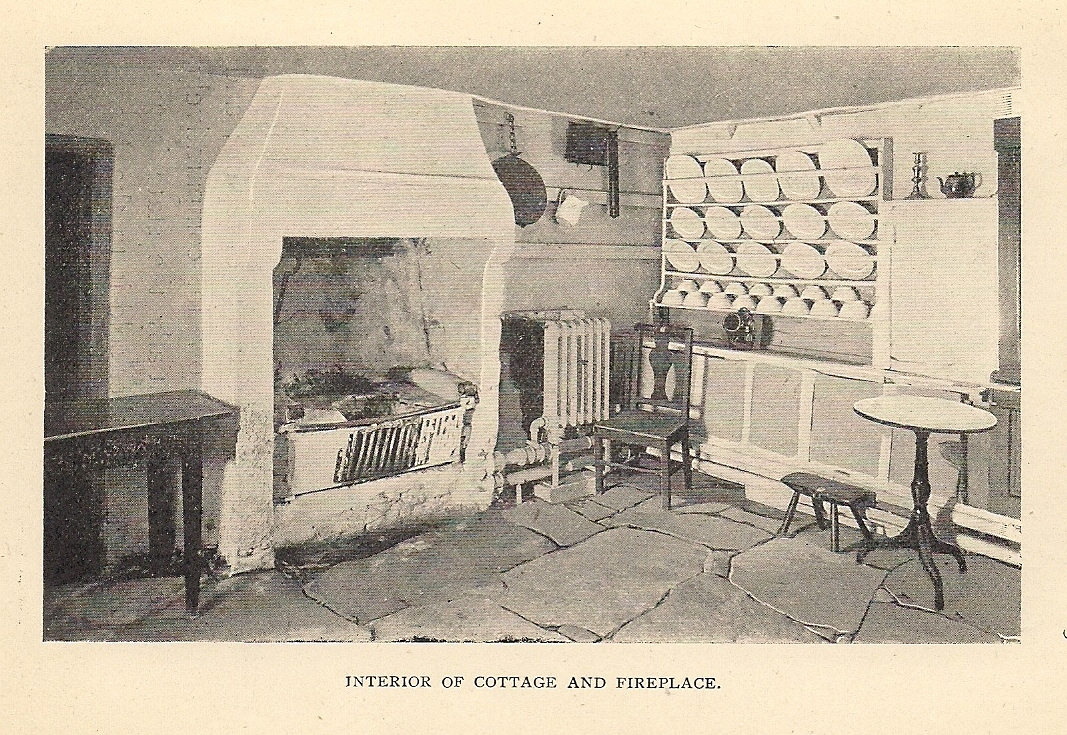
台所
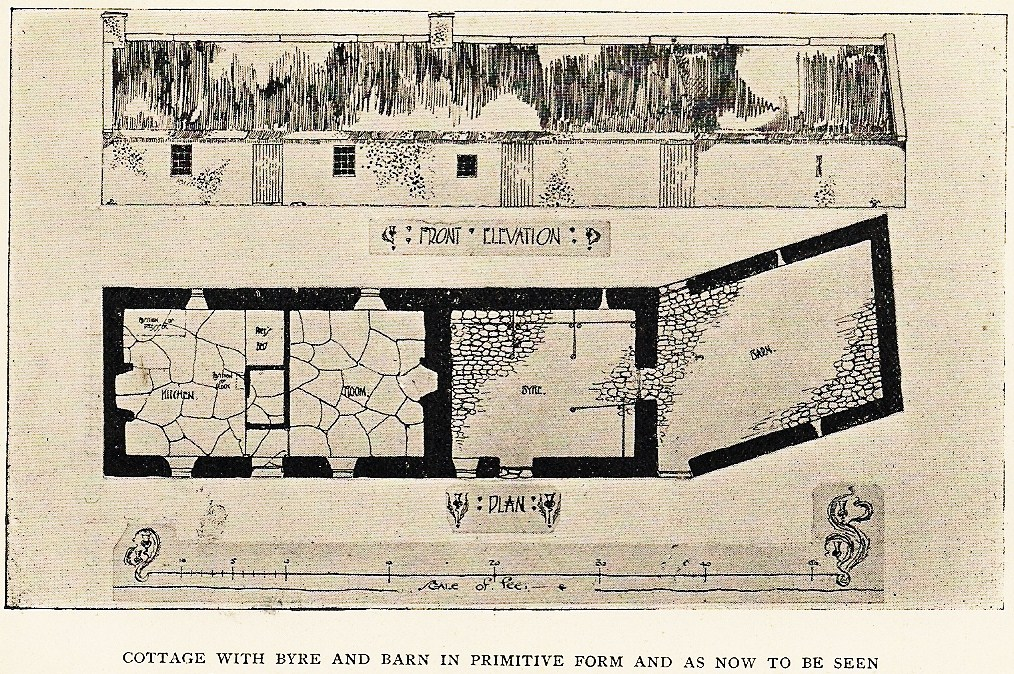
平面図と立面図
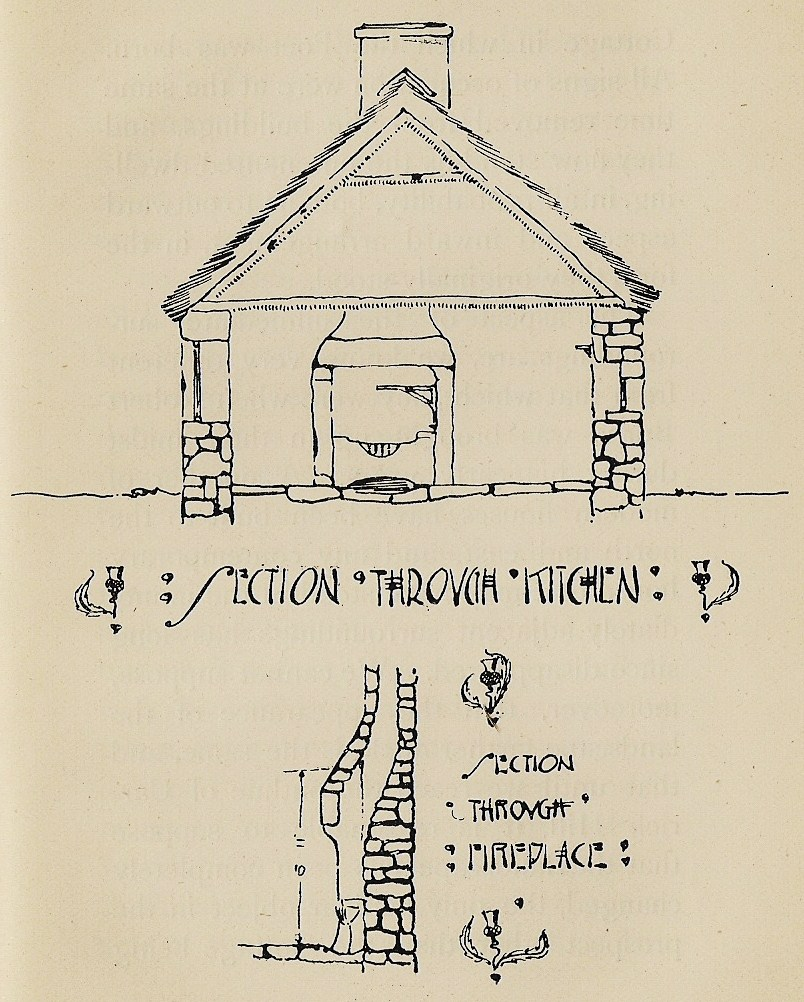
断面
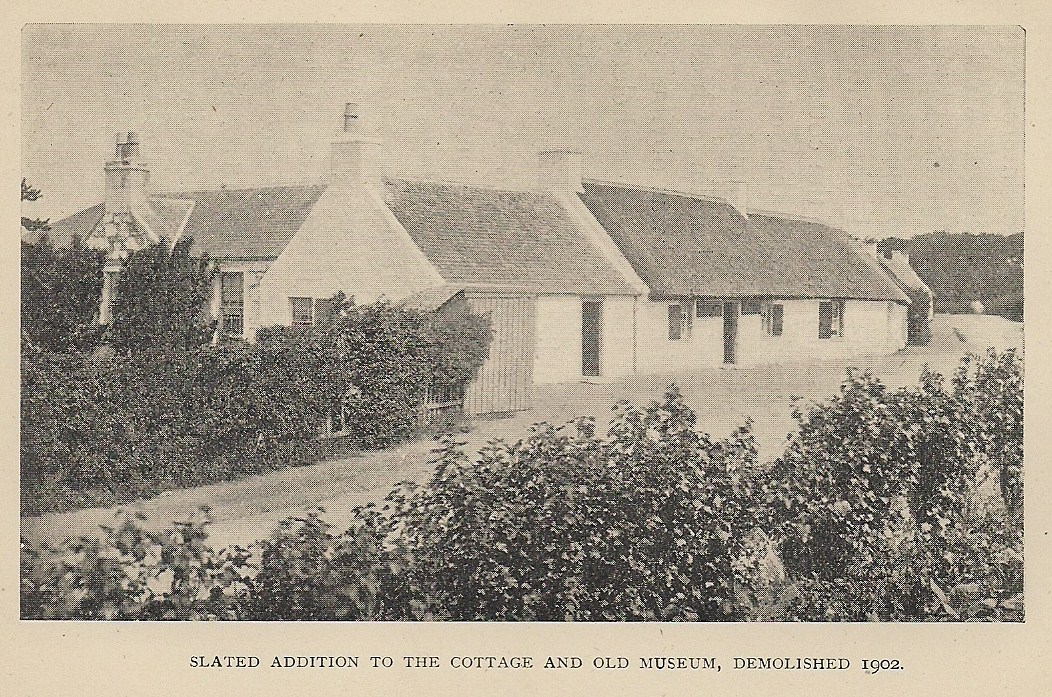
1902年に取り壊され、増築されたコテージの眺め
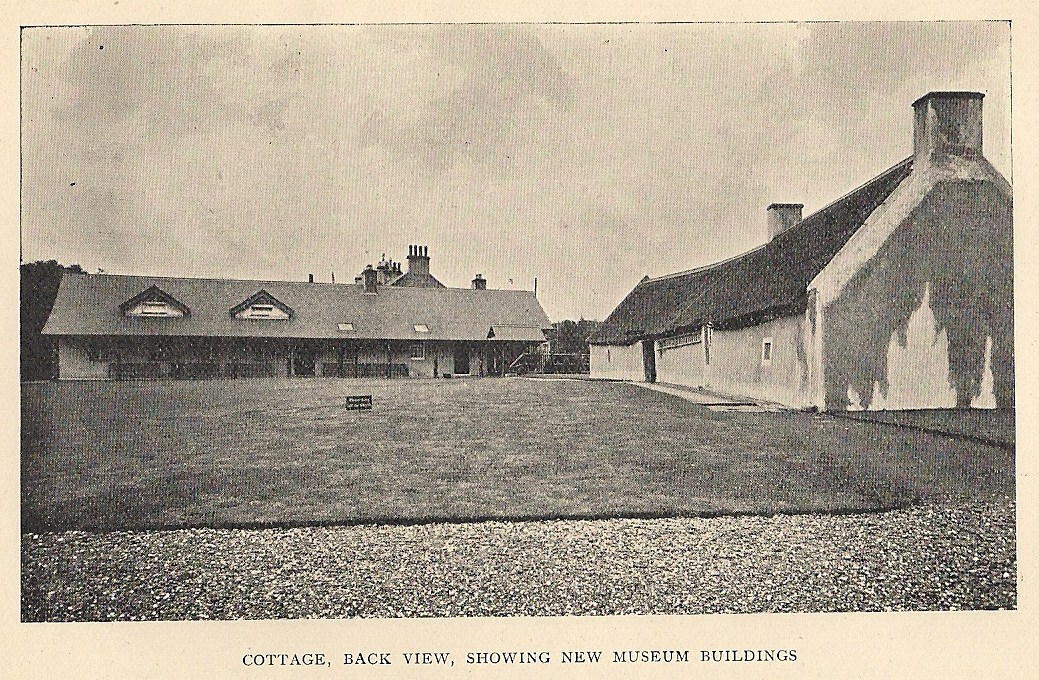
1904年のコテージの裏側、当時新しい博物館の建物が見える
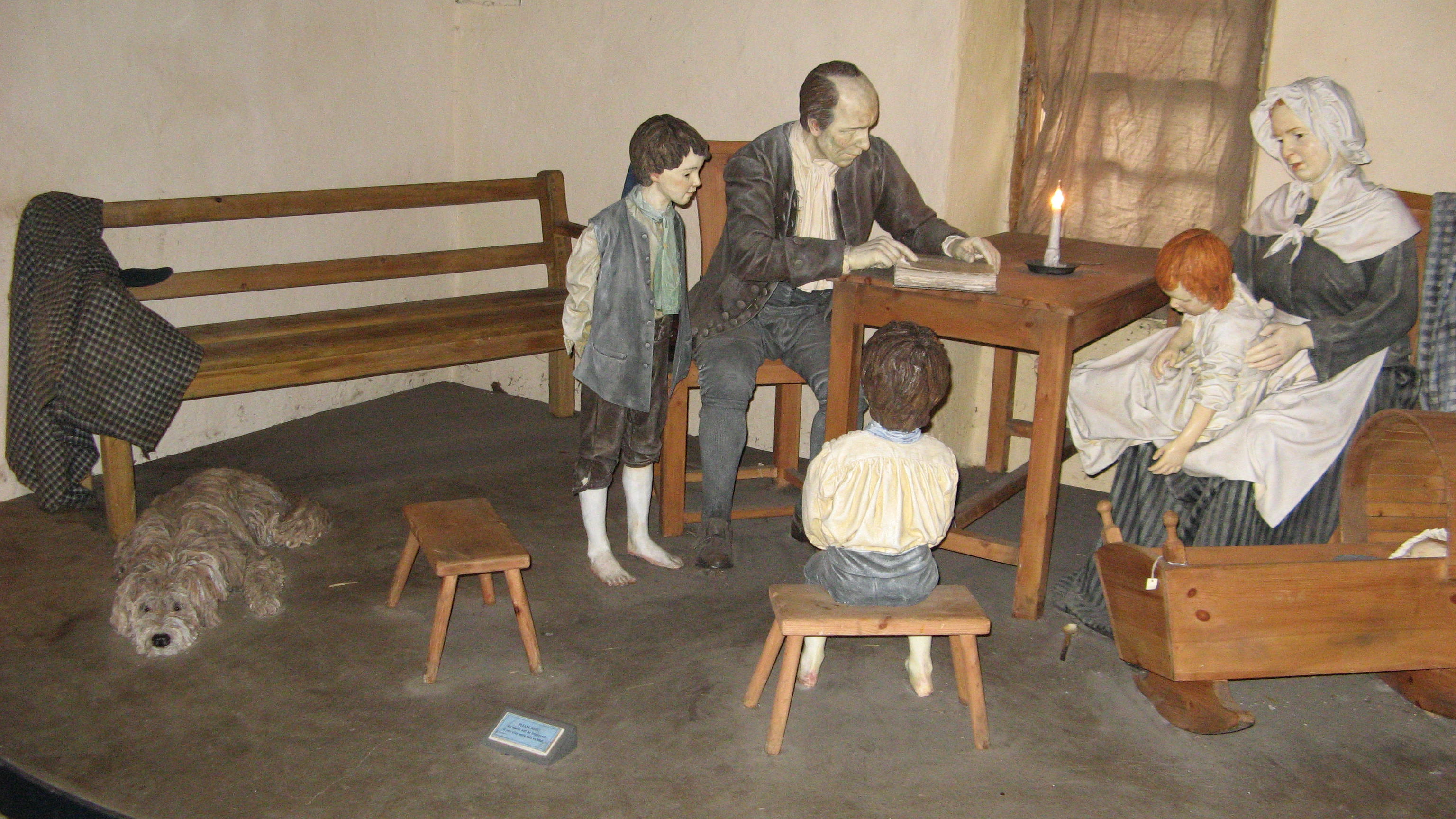
バーンズ家の団欒の再現展示